# My! My! Time Flies!
My! My! Time Flies! è un singolo della cantante e musicista irlandese Enya, pubblicato nel 2009 come terzo estratto dall'album And Winter Came...
La canzone è stata scritta in onore del musicista Jimmy Faulkner, amico di Enya scomparso pochi mesi prima dell'uscita dell'album, ed è stata definita come "un brano orecchiabile che rasenta il pop" (Corriere della Sera).

## Storia
È stato dedicato al defunto chitarrista irlandese Jimmy Faulkner, e l'ultima canzone registrata per l'album. La canzone si basa su una conversazione che un giorno ha mantenuto Enya, Nicky Ryan, il suo Manager, e Roma, sua moglie, parlando del passaggio del tempo e stili musicali preferiti di Jimmy, con riferimenti ai Beatles e Tchaikovsky. La canzone è un lieve cambiamento dallo stile musicale di Enya, in quanto presenta assoli di chitarra da Pat 

## Canzone
La canzone si riferisce a figure eccezionali nella storia della musica, come Elvis Presley, e anche a grandi pietre miliari e eventi storici. Una buona prova di questa è la parte che cita la caduta della mela su Isaac Newton, e altri eventi e sviluppi

## Piazzamenti in classifica
| Paese  | Posizione |
| Russia | 182       |